# ایست میدو (نیویورک)
ایست میدو (به انگلیسی: East Meadow) یک منطقهٔ مسکونی در ایالات متحده آمریکا است که در شهرستان ناساو، نیویورک واقع شده‌است. ایست میدو ۱۶٫۳ کیلومتر مربع مساحت و ۳۸٬۱۳۲ نفر جمعیت دارد و ۲۲ متر بالاتر از سطح دریا واقع شده‌است.